# لی آرمسترانگ
لی آرمسترانگ (انگلیسی: Lee Armstrong؛ زادهٔ ۲ ژانویهٔ ۱۹۷۰) هنرپیشه اهل ایالات متحده آمریکا است. 